# La signora delle camelie (film 2005)
La signora delle camelie è una miniserie televisiva del 2005 diretta da Lodovico Gasparini.  

## Trama
La tormentata storia d'amore tra Alfredo Germonti, giovane rampollo della borghesia milanese e Margherita Gauthier, una donna bella e affascinante ma inquieta.